# 高橋昌男
高橋 昌男（たかはし まさお、1935年10月23日 - 2019年1月27日）は、日本の小説家、文芸評論家。

## 略歴
東京府生まれ。慶応義塾大学文学部仏文科卒。博報堂、コスモ・ピーアール勤務を経て創作活動に入る。1973年「白蟻」で芥川賞候補、1974年「道化の背景」、1975年「藁のぬくもり」で同じく芥川賞候補、1977年『巷塵』で直木賞候補、1983年「町の秋」で芥川賞候補。第7次『三田文学』復刊に携わり、1985年から1986年にかけて編集長をつとめる。1997年『独楽の回転　甦る近代小説』で第25回平林たい子文学賞受賞。1998年5月～99年7月、日本経済新聞に小説「饗宴」を連載した。
2019年1月27日午後5時15分、肺炎のため東京都内の病院で死去。83歳没。

## 著書
- 『巷塵』文芸春秋 1977
- 『蜜の眠り』新潮社 1977
- 『鬼の太鼓』集英社 1979
- 『軒端の灯』文芸春秋 1979
- 『昼酒』平凡社 1980
- 『音無川絵図』集英社 1982
- 『町の秋』福武書店 1983
- 『夏至』新潮社 1991
- 『見返り柳』新潮社 1992
- 『蛍籠』新潮社 1995
- 『独楽の回転 甦る近代小説』小沢書店 1996
- 『饗宴』日本経済新聞社 1999　のち新潮文庫
- 『妻の恋愛論 恋する奥さんへの手紙』海竜社 2001
- 『ネオンとこおろぎ 新宿角筈一丁目一番地』新潮社 2001
- 『中世しぐれ草紙』日本経済新聞出版社 2007

## 参考
- 『文藝年鑑』2010年
- 芥川賞のすべて - ウェイバックマシン（2010年7月28日アーカイブ分）